# Нортхемптон (Масачусетс)
Нортхемптон (енгл. Northampton) град је у америчкој савезној држави Масачусетс. По попису становништва из 2010. у њему је живело 28.549 становника.

## Демографија
Према попису становништва из 2010. у граду је живело 28.549 становника, што је 429 (1,5%) становника мање него 2000. године.
|                   | 2010.           | 2000.           |
| Укупно            | 28 549 (100,0%) | 28 978 (100,0%) |
| Белци             | 24 030 (84,17%) | 25 433 (87,77%) |
| Хиспаноамериканци | 1 928 (6,753%)  | 1 518 (5,238%)  |
| Остали            | 1 353 (4,739%)  | 519 (1,791%)    |
| Азијати           | 1 162 (4,070%)  | 906 (3,127%)    |
| Афроамериканци    | 76 (0,266%)     | 602 (2,077%)    |